# Mühleberg
Mühleberg és un municipi del cantó de Berna (Suïssa), situat al districte de Laupen.

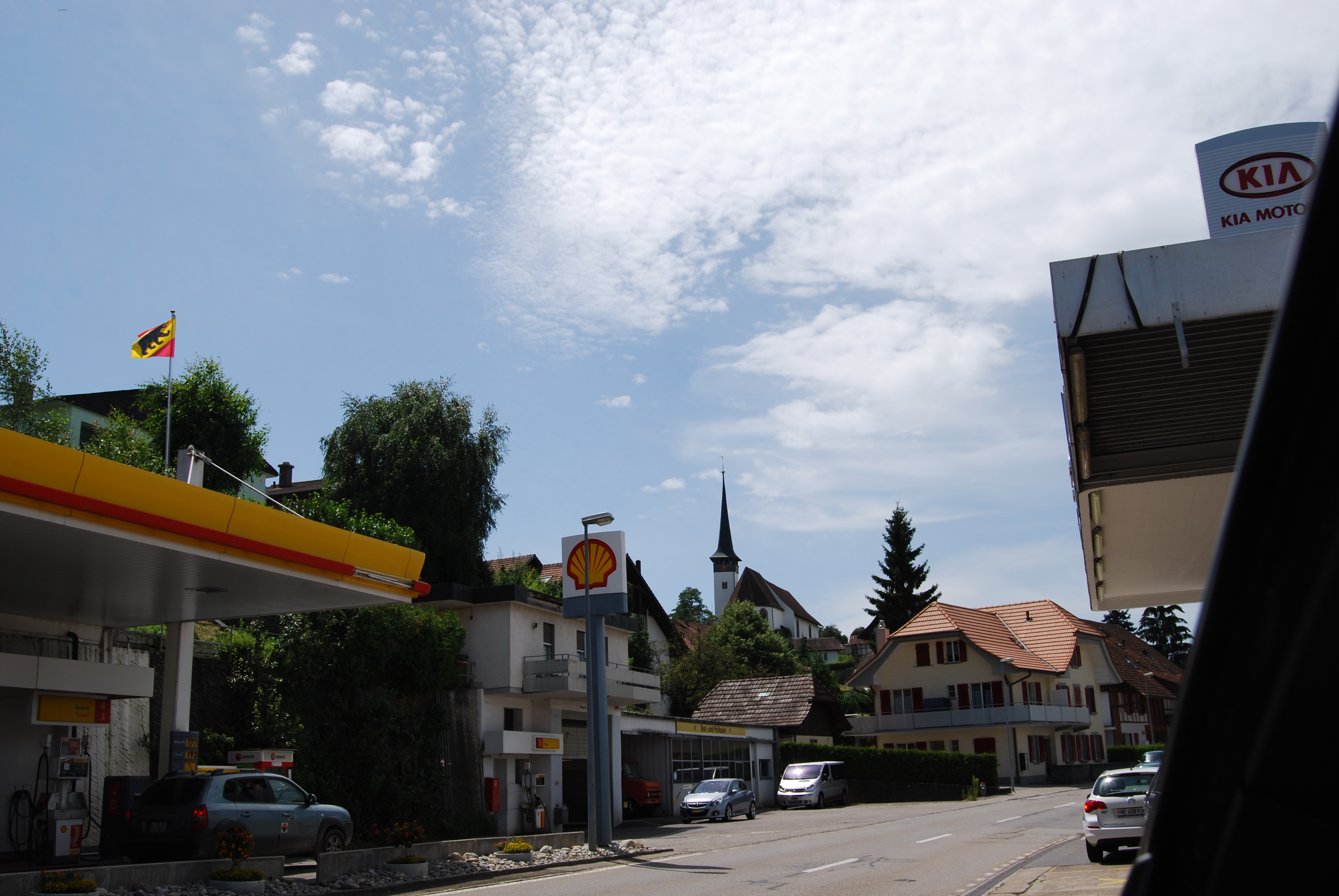
Mühleberg